# World Intellectual Property Review
The World Intellectual Property Review (rövidítve WIPR) két havonta megjelenő és az interneten is elérhető brit iparjogvédelmi szakfolyóirat. Híreket és elemzéseket közöl az iparjogvédelem területéről. 2011 júliusa és 2012 júniusa között átlagosan mintegy 5200 példányban jelent meg. A papírpéldányokat ingyenesen terjesztik. A folyóiratot 2006 óta a Newton Media Ltd adja ki, akárcsak a World Inteelectual Property Review Annual című évkönyvet.

## Külső hivatkozások
- A folyóirat honlapja